# Mali Dunav
Mali Dunav (slovački: Malý Dunaj, mađarski: Kis-Duna, njemački Kleine Donau) nizinska je rijeka u  Slovačkoj, dio Dunava, duga 128 km. Površina porječja iznosi 3.173 km². Nastaje u zapadnoj Slovačkoj kod Bratislave gdje se odjeljuje od Dunava na nadmorskoj visini od 126 m. Ulijeva se u Váh kod Kolárova na nadmorskoj visini od 106,5 metara. Mali Dunav, zajedno s Dunavom i Váhom, okružuje najveći europski riječni otok Veliki Žitni Otok.
*Naselja Slovačke na Malom Dunavu:
- Kolárovo
- Vrakuňa
- Most pri Bratislave
- Malinovo
- Zálesie
- Tomášov
- Jelka
- Jahodná
- Trstice

### Ostali projekti
|  | Zajednički poslužitelj ima još gradiva o temi Mali Dunav |